# Lituanie aux Jeux olympiques d'été de 1924
 (octobre 2023).
Si vous disposez d'ouvrages ou d'articles de référence ou si vous connaissez des sites web de qualité traitant du thème abordé ici, merci de compléter l'article en donnant les références utiles à sa vérifiabilité et en les liant à la section « Notes et références ».
La République de Lituanie a participé aux Jeux olympiques d'été pour la première fois aux Jeux olympiques d'été de 1924 à Paris. Elle n'y a remporté aucune médaille.